# 秋田ノーザンゲートスクエア
秋田ノーザンゲートスクエア（あきたノーザンゲートスクエア）は、秋田県秋田市の秋田駅東口に位置するアリーナである。

## 概要
この施設は東日本旅客鉄道秋田支社と秋田県・秋田市による秋田駅周辺開発「ノーザンステーションゲート秋田」、及び地元金融機関である秋田銀行が中心となり進める「秋田プラチナタウン」の一環でバスケットボールに特化した施設として、秋田駅東口のこまち駐車場跡に建設されたもので、2019年12月17日に竣工式を行った。
3階建ての建物は、JR東日本秋田支社のバスケットボール部・JR東日本秋田ペッカーズの活動拠点に加え、Bリーグ所属の秋田ノーザンハピネッツの練習・営業拠点として運用することになっており、天井の梁に秋田杉を使ったコート2面を備えるほか、トレーニングルームとシャワー室、両チーム専用のロッカーも設けられた。また、テナントスペースにはJR関連企業や保育施設、秋田県社会福祉会館にあったハピネッツの運営会社も移転。さらにハピネッツが収益向上を図ろうと、2021年2月26日、1階にコッペパン専門店「ハチトニ製パン」をオープンした。
コートではおよそ300人から400人分の移動式観客席を活用した「地域のスポーツ大会」が行われることも想定し、JR東日本では「新幹線や沿道を客席に見立てた独特のデザインで地域活性化と観光誘客につなげたい」という考えを示している。
このほか、2020年2月には隣接地に合宿所機能も併せ持った学生向けマンション「ディークレスト秋田駅前」（地上10階建て 80部屋）も完成している。